# 丹尼爾·亨特
丹尼爾·亨特（英語：Daniel Hunter；1990年1月23日—）是一位英國排球運動員，出生在普爾。他代表英國國家男子排球隊參加了2012年倫敦奧運會的排球比賽。